# Michal Ajvaz
Michal Ajvaz (n. 30 octombrie 1949, Praga, Cehoslovacia) este un romancier, poet și traducător ceh. Este un exponent al stilului literar cunoscut sub numele de realism magic (este menționat ca reprezentant al realismului magic doar de o parte a criticii literare).

## Biografie
S-a născut într-o familie de exilați ruși, având strămoși crimeeni karaiți. După absolvirea liceului, Michal Ajvaz a urmat cursuri de limba cehă și estetică la Facultatea de Arte de la Universitatea Carolină din Praga. Aici, în 1978, după ce și-a scris teza de diplomă „Richard Weiner⁠(d)” și riguroasa sa teză „Richard Weiner și Karel Čapek”, a primit titlul de doctor în filosofie. Până în 1994 a avut diverse slujbe (muncitor în Praga 4, paznic de noapte într-o parcare, îngrijitor într-un hotel din Munții Krkonoše, pompier la compania Vodní zdroje).
Între 1996 și 1999 a lucrat ca redactor al ziarului literar lunar Literární noviny. De atunci, s-a ocupat în principal de scris. Din 2003, este cercetător în cadrul Centrului pentru Studii Teoretice din Praga și, pe lângă ficțiune, a publicat un eseu despre Jacques Derrida și o meditație sub forma unei cărți despre Jorge Luis Borges.
Nu a scris nicio o carte până în 1989, cu toate că a declarat că a scris la intervale neregulate de la vârsta de cincisprezece ani. A publicat prima sa carte abia în 1989, volumul de poezii Crimă la Hotel Intercontinental.
Romanul său Străzi goale (în cehă Prázdné ulice) a fost recompensat cu Premiul Jaroslav Seifert (în cehă: Cena Jaroslava Seiferta) pentru realizări literare (2005), cel mai prestigios premiu literar din Republica Cehă. A primit premiul Magnesia Litera 2012 (cartea anului) pentru romanul său Grădina Luxemburgului (în cehă: Lucemburská zahrada) și Premiul de Stat pentru Literatură (în cehă: Státní cena za literaturu) 2020 pentru întreaga sa operă.
În 2015 a fost invitat la cea de-a 16-a ediție anuală a Lunii Lecturii Autorilor (în cehă Měsíc autorského čtení), un festival literar ceh organizat din anul 2000 de editura și agenția Větrné mlýny din Brno. Are loc în fiecare zi în timpul vacanței de vară, între 1 și 31 iulie.